# Мир приключений (книжная серия)

Логотип серии

«Мир приключений» — советская/российская книжная серия, в которой издавались произведения приключенческой и фантастической литературы отечественных и зарубежных писателей. Серия выпускалась с 1986 по 1993 годы издательством «Правда» (с 1992 года — «Правда / Пресса»).
В общей сложности в рамках серии было выпущено 107 книг. Книги издавались в мягких цветных обложках, с чёрно-белыми иллюстрациями, сопроводительными статьями и примечаниями. На логотипе серии изображалось сокращение её названия «МП». Номеров тома серии не имели.

## Список книг серии
(По алфавиту авторов либо заглавий сборников.)
- Григорий Адамов — Тайна двух океанов (1986)
- Григорий Адамов — Изгнание владыки (1987)
- Григорий Адамов — Победители недр. Рассказы (1989)
- Айзек Азимов — Конец вечности. Сами боги (1990)
- Барьер: Фантастика-размышления о человеке нового мира / Сост. Д. А. Зиберов (1988)

Произведения писателей европейских соц. стран: Борунь К. Восьмой круг ада; Гейереш Э. Храни тебя бог, Ланселот! Кайдош В. Опыт; Бачу К. Цирконовый диск; Павич М. Пароль; Тайная вечеря; Вольф К. Унтер-ден-Линден; Житейские воззрения кота в новом варианте; Вежинов П. Барьер.
- Безжалостное Небо: Фантастика писателей западноевропейских стран / Сост. В. А. Пигалев (1988)

Повести: Валё П. Стальной прыжок; Карсак Ф. Бегство Земли; Рассказы: Шоу Б. Свет былого; Нильсен Н. Продается планета; Никудышный музыкант; Бинг Ю. Буллимар; Ринонаполи А. Фантаст Джакомо Леопарди; Альдани Л. Луна двадцати рук; Райола Д. План спасения; Франке Г. Мутация; Координаторша; Дюрренматт Ф. Операция «Вега»; Чандлер Б. Клетка; Кларк А. Безжалостное небо
- Анатолий Безуглов — Хищники (1990)
- Александр Беляев — Последний человек из Атлантиды (1988)

Вечный хлеб. Последний человек из Атлантиды. Прыжок в ничто. Золотая гора
- Александр Беляев — Изобретения профессора Вагнера (1990)

Властелин мира. Изобретения профессора Вагнера. Рассказы
- Александр Беляев — Голова профессора Доуэля. Повести и рассказы (1986)

Голова профессора Доуэля. Подводные земледельцы. Хойти-Тойти. Над бездной. Светопреставление
- Альфред Бестер — Человек Без Лица (1992)

Человек Без Лица. Тигр! Тигр! Рассказы
- Александр Богданов (Малиновский) — Красная звезда. Борис Лавренёв — Крушение республики Итль (1990)
- Эдуард Борнхёэ — Мститель (1989)

Мститель. Борьба Виллу. Князь Гавриил, или Последние дни монастыря Бригитты
- Георгий Брянцев — Клинок эмира. По ту сторону фронта (1989)
- Георгий Брянцев — По тонкому льду (1988)
- Сергей Буданцев — Саранча. Рассказы (1992)
- Михаил Булгаков — Собачье сердце. Повести и рассказы (1990)
- Луи Буссенар — Капитан Сорви-голова. Гюстав Эмар — Гамбусино (1989)
- Пер Валё — Гибель 31-го отдела (1989)

Пер Валё — Гибель 31-го отдела. Пер Валё, Май Шеваль — Запертая комната. Полиция, полиция, картофельное пюре!
- Пер Валё, Май Шеваль — Розанн. Смеющийся полицейский (1992)
- Илья Варшавский — Контактов не будет. Фантастические повести и рассказы (1992)
- Павел Вежинов — Синие бабочки. Повести и рассказы (1990)
- Лизелотта Вельскопф-Генрих — Харка — сын вождя (1990)
- Лизелотта Вельскопф-Генрих — Топ и Гарри (1992)
- Жюль Верн — Дунайский лоцман. Необыкновенные приключения экспедиции Барсака (1988)
- Жюль Верн — Робур-Завоеватель. Властелин мира. Флаг родины (1987)
- Жюль Верн — Школа Робинзонов. Клодиус Бомбарнак. Повести (1989)

Школа Робинзонов. Клодиус Бомбарнак. Повести: Зимовка во льдах. Опыт доктора Окса
- Аркадий Гайдар — Повести. Рассказы (1986)
- Аркадий Гайдар — Лесные братья. Ранние приключенческие повести (1987)
- Брет Гарт — Находка в Сверкающей Звезде (1991)

Повесть: История одного рудника. Рассказы.
- Григорий Гребнев — Арктания. Пропавшее сокровище (1991)
- Александр Грин — Блистающий мир. Золотая цепь. Дорога никуда (1991)
- Александр Грин — Искатель приключений. Рассказы (1988)
- Андрей Гуляшки — Приключения Аввакума Захова. Повести (1988)
- Сергей Диковский — Патриоты. Рассказы (1986)
- Артур Конан Дойл — Записки о Шерлоке Холмсе. Рассказы (1989)
- Артур Конан Дойл — Затерянный мир. Фантастические произведения (1986)

Открытие Рафлза Хоу. Затерянный мир. Отравленный пояс. Маракотова бездна
- Артур Конан Дойл — Подвиги бригадира Жерара. Приключения бригадира Жерара. Рассказы (1987)
- Артур Конан Дойл — Родни Стоун. Рассказы (1990)
- Александр Дюма — Асканио (1990)
- Александр Дюма — Сильвандир. Сальтеадор (1986)
- Иван Ефремов — Звёздные корабли. Туманность Андромеды (1986)
- Иван Ефремов — На краю Ойкумены. Рассказы (1988)
- Загадка миссис Дикинсон: Классический остросюжетный рассказ (1992)

М.Леблан, Э.Брама, А.Конан Дойл, Э.Уоллес, Г.Честертон, Н.Картер, А.Кристи, О.Хаксли
- Зоркое Око: Повести и рассказы о разведке (1990)

А.Куприн, А.Толстой, А.Яковлев, Б.Лавренёв, Вс. Иванов, М.Зощенко, П.Лукницкий, С.Диковский, И.Кратт, Л.Соболев
- Валентин Иванов — По следу. Возвращение Ибадуллы (1989)
- Всеволод Иванов — Пасмурный лист. Фантастические повести и рассказы (1988)
- Франсис Карсак — Львы Эльдорадо (1992)

Львы Эльдорадо. Бегство Земли. Робинзоны космоса.
- Артур Кларк — Остров Дельфинов. Большая глубина. Рассказы (1992)
- Ключи к декабрю: Сборник научно-фантастических произведений английских и американских писателей / Сост. В. Баканов (1990)

Андерсон П. Зовите Меня Джо; Брэдбери Р. Калейдоскоп; Лёд и пламя; Воннегут К. Эпикак; Гаррисон Г. Смертные муки пришельца; Диксон Г. Странные Колонисты; Желязны Р. Ключи к декабрю; Киз Д. Цветы для Элджернона; Матесон Р. Нажмите Кнопку; Рассел Э. Ф. Эл Стоу; Мы с моей тенью; Саймак К. Воспителлы; Дом обновлённых; Уиндем Дж. Другое «я»; Уэстлейк Д. Победитель; Финней Дж. О пропавших без вести; Хайнлайн Р. Зелёные холмы Земли; Холдмен Д. В соответствии с преступлением; Шекли Р. Премия за риск; Янг Р. Девушка-одуванчик; Механический фиговый листок
- Клятва Люка Болдуина: Приключенческие повести зарубежных писателей (1990)

Морли Каллаген «Клятва Люка Болдуина», Сесил Дей Льюис «Происшествие в Оттербери», Ана Мария Матуте «Безбилетный пассажир», Уолтер Мэккин «Голуби улетели»
- Уилки Коллинз — Лунный камень (1987)
- Джозеф Конрад — Лорд Джим (1989)

Лорд Джим. Тайфун. Фрейя Семи Островов
- Джеймс Фенимор Купер — Браво, или В Венеции (1992)
- Джеймс Фенимор Купер — Красный корсар (1988)
- Джеймс Фенимор Купер — Мерседес из Кастилии, или Путешествие в Катай (1986)
- Михаило Лалич — Облава (1986)
- Ян Ларри — Необыкновенные приключения Карика и Вали (1991)
- Станислав Лем — Солярис. Непобедимый. Звёздные дневники Ийона Тихого (1988)
- Джек Лондон — Путешествие на «Снарке». Рассказы (1988)
- Алистер Маклин — Полярный конвой. Пушки острова Наварон (1991)
- Дмитрий Медведев — Это было под Ровно. Георгий Брянцев — Конец «осиного гнезда» (1987)
- Фарли Моуэт — Проклятие могилы викинга. Нина Боден — Кэрри в дни войны. Либера Карлье — Тайна «Альтамаре» (1988)
- Невидимые связи: Детективы польских писателей (1992)

Крыстин Земский — Невидимые связи. Золотые щупальца. Ежи Эдигей — Внезапная смерть игрока.
- Андрей Некрасов — Приключения капитана Врунгеля. Рассказы (1992)
- Лев Никулин — Мёртвая зыбь (1991)
- Нулевой Потенциал: Английская и американская фантастика / Сост. Д. А. Жуков (1993)

Браун Ф. Просто смешно! Саймак К. Иммигрант; Куш; Пыльная зебра; Отец-основатель; Детский сад; Тэнн У. Нулевой потенциал; Кларк А. Звезда; Лейнстер М. Замочная скважина; Дель Рей Л. Елена Лав; Янг Р. Девушка-одуванчик; Хмельная почва; Бестер А. Путевой дневник; Уайт Э. В час досуга; Азимов А. Бессмертный бард; Нечаянная победа; Гаррисон Г. Ремонтник; Каттнер Г. Сплошные неприятности; Шекли Р. Паломничество на Землю; Эмис К. Хемингуэй в космосе; Боллард Дж. Хронополис; Уормсер Р. Пан Сатирус.
- Огненные годы (1986)

Аркадий Гайдар — В дни поражений и побед. Талисман (Семён Бумбараш). Павел Бляхин — Красные дьяволята. Александр Козачинский — Зелёный фургон
- Окрылённые временем (1987)

Алексей Толстой — Голубые города. Гадюка. Похождения Невзорова, или Ибикус. Артём Весёлый — Реки огненные. Седая песня. Виктор Кин — По ту сторону
- Андрей Платонов — Потомки Солнца. Фантастические произведения (1987)
- Эдгар По — Убийство на улице Морг. Рассказы (1987)
- Повести и рассказы о советской милиции (1987)

Ю.Герман, А.Козачинский, П.Нилин, Л.Шейнин, А.Безуглов
- Призрак в Лубло: Повести венгерских писателей (1988)

М. Йокаи — Жёлтая роза. К.Миксат — Говорящий кафтан. Призрак в Лубло. Кавалеры. Чёрный петух. Ж.Мориц — Мотылёк
- Богомил Райнов — Что может быть лучше плохой погоды. Тайфуны с ласковыми именами (1986)
- Майн Рид — Белый вождь (1988)
- Майн Рид — Оцеола, вождь семинолов (1989)

- Русская фантастическая проза XIX — начала XX века (1989)

О.Сенковский, Н.Полевой, К.Аксаков, В.Одоевский, М.Михайлов, А.Апухтин, В.Брюсов, П.Драверт, А.Куприн, В.Хлебников
- Евгений Рысс, Леонид Рахманов — Домик на болоте (1990)

Евгений Рысс, Леонид Рахманов — Домик на болоте. Евгений Рысс — Пётр и Пётр
- Рафаэль Сабатини — Одиссея капитана Блада. Роберт Луис Стивенсон — Остров сокровищ (1987)
- Клиффорд Саймак — Город. Всё живое… Рассказы (1989)
- Джонатан Свифт — Путешествия Гулливера (1989)
- Жорж Сименон — Цена головы (1990)

Цена головы. Жёлтый пёс. Смерть Сесили. Братья Рико
- Вальтер Скотт — Гай Мэннеринг (1990)
- Вальтер Скотт — Пертская красавица (1988)
- Вальтер Скотт — Пуритане (1986)
- Николай Смирнов — Джек Восьмёркин — американец (1990)
- Константин Станюкович — Похождения одного матроса. Рассказы (1991)
- Роберт Луис Стивенсон — Остров Сокровищ. Рафаэль Сабатини — Хроника капитана Блада (1990)
- Роберт Луис Стивенсон — Потерпевшие кораблекрушение. Рассказы. Повести (1987)
- Роберт Луис Стивенсон — Похищенный. Катриона (1986)
- Стрела Времени: Научно-фантастические рассказы английских и американских писателей / Сост. С. Гансовский (1989)

Азимов, А. Мой сын физик; Чувство силы; Блиш, Д. День статистика; Брэдбери, Р.- Апрельское колдовство; Холодный ветер, теплый ветер; Гарднер, М. Нульсторонний профессор; Гаррисон, Г. Полицейский робот; Кларк, А. Стрела времени; Ле Гуин, У. Девять жизней; Матесон, Р. Стальной человек; Пэджетт, Л. «Все тенали бороговы…»; Порджес, А. Саймон Флэгг и дьявол; Рассел, Э. Свидетельствую; Саймак, К. Специфика службы; Тэнн, У. Срок авансом; Открытие Морниела Метауэя; Шекли, Р. Ордер на убийство; «Особый старательский»; Финней Дж. Хватит махать руками; Лицо на фотографии; Янг, Р. На реке; В сентябре тридцать дней
- Алексей Толстой — Гиперболоид инженера Гарина. Рассказы (1988)
- Фёдор Тютчев — Кто прав? Беглец (1990)
- Оскар Уайльд — Портрет Дориана Грея. Рассказы. Пьесы (1987)
- Джон Уиндем — День триффидов. Кит Педлер, Джерри Дэвис — Мутант-59 (1991)
- У светлого яра Вселенной: Фантастические произведения русских и советских писателей (1988)

В.Левшин, В.Одоевский, Н.Морозов, А.Богданов, К.Циолковский, В.Брюсов, А.Толстой, А.Беляев, И.Ефремов
- Герберт Уэллс — Война миров. Когда спящий проснётся. Рассказы (1987)
- Герберт Уэллс — Первые люди на Луне. Пища богов (1986)
- Фантастика чехословацких писателей (1988)

Вайсс, Ян — Дом в тысячу этажей; Рассказы: Никто вас не звал; Тысячи людей ждут…; Тайну надо беречь; Нам было его жаль…; Редкая профессия; Несвадба, Йозеф — Мозг Эйнштейна; Смерть Тарзана; Последнее приключение капитана Немо; Идиот из Ксенемюнде; По следам снежного человека; Смерть капитана Немо; Ангел смерти; Голем-2000; Брабенец, И., Веселы, З. — Преступление в радужном заливе
- Генри Райдер Хаггард — Дочь Монтесумы (1990)
- Генри Райдер Хаггард — Копи царя Соломона. Прекрасная Маргарет (1991)
- Карел Чапек — Сатирический детектив. Сказки (1987)

Рассказы из одного кармана. Рассказы из другого кармана. Сказки
- Чудовище во мраке (1990)

Эдогава Рампо — Чудовище во мраке. Найо Марш — На каждом шагу констебли. Росс Макдональд — Вокруг одни враги
- Мариэтта Шагинян — Месс-менд (1988)
- Лев Шейнин — Записки следователя (1987)

Записки следователя (рассказы). Тени прошлого (рассказы). Старый знакомый (Ответный визит) (повесть)
- Олег Шмелёв, Владимир Востоков — Ошибка резидента. Книга первая — Ошибка резидента (1990)
- Олег Шмелёв, Владимир Востоков — Ошибка резидента. Книга вторая — Возвращение резидента (1990)